# Brasão de Goiânia
O Brasão de Goiânia é um símbolo de Goiânia, município e capital do estado de Goiás, no Brasil.

## Observações
A coroa mural dourada, acima do escudo, é a peça utilizada na heráldica municipal (também denominada "civil") do Brasil como convenção para capitais de estado. Apesar de algumas exceções, várias capitais brasileiras adotam a mesma peça, não tendo esta necessariamente que seguir um padrão gráfico ou estilo único, contanto que possua cinco torres visíveis, contendo cada torre uma porta, preenchida em preto (sable), e a cor amarelo-escura ou dourada para sua reprodução.

## Composição
No escudo, estão, representados, um campo verde (ou sinopla) como fundo, representando esperança, simbologia de tempos imemoriais, quando o verde dos campos simbolizava a colheita dos alimentos plantados e a conseqüente fartura.
No centro do escudo, uma flor-de-lis dourada, simbolizando soberania e também o status de capital de estado, por isso recebendo representação denominada "florenciada" (referente ao trabalho e detalhamento das pétalas).
A onda de prata (que pode ser representada por cinza claro ou branco) simboliza o córrego do Botafogo, às margens do qual foi construída a cidade para se tornar capital do estado.
A bordadura (margens) do escudo recebem a cor prata, símbolo heráldico de força, grandeza, mando, nobreza, riqueza, esplendor e glória.Na bordadura incluem-se oito chamas em goles (vermelho), simbolizando o direito de administrar com justiça.
O lambel, a peça logo acima da flor-de-lis, diferencia os membros segundos de uma casa. Em heráldica, é costume entre membros de família nobre (filhos de reis, sobrinhos de rei, irmão ou irmã de rei) adicionar esta peça ao seu brasão particular para indicar posição subalterna na hierarquia familiar. Aqui, ele possui a função de indicar que Goiânia é, pela condição histórica, a segunda capital do Estado de Goiás.
Como tenentes do brasão, à destra o bandeirante Bartolomeu Bueno da Silva, o Anhanguera, responsável pelo desbravamento, ocupação e colonização de origem europeia da região. A figura é baseada na estátua presente nos cruzamentos das avenidas Goiás e Anhanguera, conhecida como Monumento ao Bandeirante Anhanguera.
Oposto a este, a de um garimpeiro faiscador, símbolo do primeiro bem econômico explorado na área, o ouro, e o consequente desenvolvimento e riqueza que este trouxe.
Finalmente, temos, em verde (sinopla), o listel (faixa abaixo do escudo). Inscrita no listel, em letras brancas, a frase "Pela Grandeza da Pátria".